# 探査・ゲートウェイ・プラットフォーム

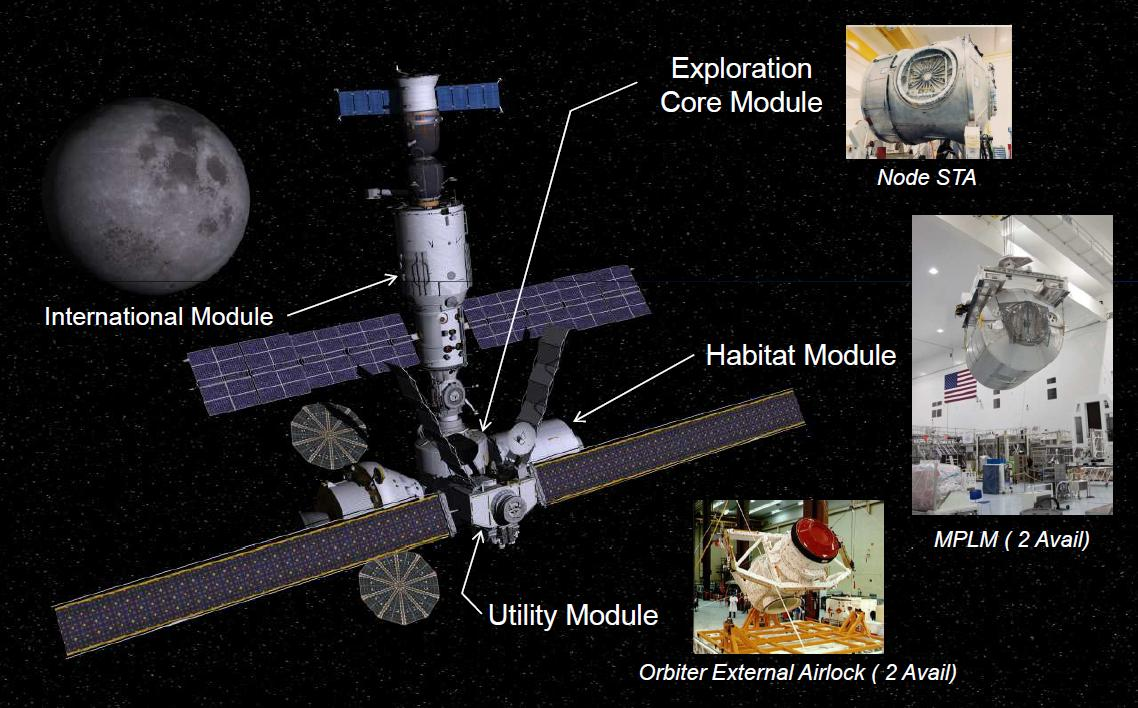
探査・ゲートウェイ・プラットフォームのコンポーネント構成

探査・ゲートウェイ・プラットフォーム（英語: Exploration Gateway Platform）は、2011年12月にボーイングによって提案された設計コンセプト。月、地球近傍小惑星（NEA）、または火星ミッションのコストを大幅に削減するために、地球と月のラグランジュ点の1つ、L1またはL2。このシステムは、深宇宙探査用の打ち上げプラットフォーム、月面車用のロボット中継ステーション、望遠鏡の整備、地球の保護放射ベルトの外側にある深宇宙実行プラットフォームなど、複数のミッションに再利用できることに基づいて、コスト削減を主張している。
プラットフォームは、電気または化学推進ロケットを介してEM-L1またはEM-L2に移される前に、テストのために国際宇宙ステーション (ISS) で構築される。

## コンストラクション
プラットフォームは、ISSプログラムから残された部品で構成される。検討中の部品は、メイン接続ポイントを形成するノード4であり、スペースシャトルの軌道操縦システム (OMS) と軌道外部エアロックの部品を組み合わせて、操縦、方向付け、船外活動 (EVA) 用のユーティリティモジュールを形成する。ロジスティックおよびステーションキーピング、 トランスハブ 、および/または生命維持システム、乗組員の宿泊施設、保管、および実験スペース用の「ズヴェズダ 2」またはビゲロー・インフレータブル・ステーションの組み合わせを支援するためのカナダアームの小型バージョン。ほとんどのコンポーネントは、現在利用可能なEELVまたは商用ランチャーを使用して軌道に乗せられる。
再利用可能な着陸船は月面着陸のためのプラットフォームに配置され、 NASAの新しいSLS重量物運搬ビークルを使用して燃料を補給を行う。